# The Voice (США, сезон 17)
Семнадцатый сезон вокального телешоу «The Voice». Наставниками в этом сезоне стали Келли Кларксон, Джон Ледженд и Блейк Шелтон, а также заменившая Адама Левина Гвен Стефани. Таким образом, Блейк стал единственным Наставником из оригинального состава, появившемся во всех сезонах.
Премьера состоялась на «NBC» 23 сентября 2019 года.

## Наставники
|                                                                                     |  |  |  |
| Наставники слева направо: Келли Кларксон, Гвен Стефани, Джон Ледженд и Блейк Шелтон |  |  |  |

- Келли Кларксон — американская певица и актриса; трёхкратная обладательница премии «Грэмми».
- Гвен Стефани — американская певица, автор песен, актриса, продюсер и дизайнер.
- Джон Ледженд — американский певец, автор песен и актёр; обладатель премий «Грэмми», «Оскар», «Тони» и «Эмми».
- Блейк Шелтон — американский кантри-певец, мультиобладатель премии ASCAP Awards; наставник всех сезонов проекта.

## Команды
Color key
| - Победитель - Второе место - Третье место - Четвёртое место - Выбыл в живых шоу | - Выбыл в плей-офф - Спасён в нокаутах - Выбыл в нокаутах - Спасён в поединках - Выбыл в поединках |  |

| Судьи | Top 48 artists    | Top 48 artists  | Top 48 artists   | Top 48 artists | Top 48 artists | Top 48 artists | Top 48 artists |
| --- | ----------------- | --------------- | ---------------- | -------------- | -------------- | -------------- | -------------- |
| Келли Кларксон |                   |                 |                  |                |                |                |                |
| Джейк Хут | Hello Sunday      | Shane Q         | Макс Бойл        | Damali         |                |                |                |
| Грейс Шривер | Алекс Гатри       | Киара Браун     | Мелинда Родригес | Лорен Холл     |                |                |                |
| Брук Стефенсон | Бреннан Лассистер | Стив Книлл      | Инджой Фаунтейн  |                |                |                |                |
| Гвен Стефани |                   |                 |                  |                |                |                |                |
| Роуз Шорт | Джоана Мартинез   | Миракл Холловей | Джейк ХалденВейк | Киндал Инскип  |                |                |                |
| Калвин Локкет | Ройс Ловетт       | Дестини Рэйн    | Джесси Лоуренс   | Джеймс Вайолет |                |                |                |
| Киара Браун | Бреннан Хенсон    | Кэролайн Рэйли  | Элиз Азкул       |                |                |                |                |
| Джон Ледженд |                   |                 |                  |                |                |                |                |
| Кэти Кэдан | Уилл Бреман       | Мэрибет Бёрд    | Алекс Гатри      | Халеа Линни    |                |                |                |
| Макс Бойл | Престон С. Хауэлл | Зои Апкинс      | Джеймс Вайолет   | Дестини Рэйн   |                |                |                |
| Менделеев | Дэн и Стефани     | Джаред Херцог   | Мэтт Нью         |                |                |                |                |
| Блейк Шелтон |                   |                 |                  |                |                |                |                |
| Рики Дюран | Кэт Хаммок        | Кали Уилсон     | Грейс Шривер     | Рики Брэдди    |                |                |                |
| Джоана Мартинез | Зак Бриджес       | Лорен Холл      | Марина Челло     | Джордан Чейз   |                |                |                |
| Кори Джексон | Мэттью Маккуин    | ЭллиМэй         | Джози Джонс      |                |                |                |                |
| Note: Курсивом выделены спасённые участники (names struck through within former teams). Подчёркнуты участники, которые в поединках были спасены своими тренерами, и прошли в нокауты. |                   |                 |                  |                |                |                |                |

## Слепые прослушивания

### Выпуск № 1: Слепые прослушивания
Выпуск вышел в эфир 23 сентября 2019 года.
| Номер | Исполнитель                                                       | Песня                  | Выбор участников и наставников | Выбор участников и наставников | Выбор участников и наставников | Выбор участников и наставников |
| Номер | Исполнитель                                                       | Песня                  | Келли                          | Гвен                           | Джон                           | Блейк                          |
| ----- | ----------------------------------------------------------------- | ---------------------- | ------------------------------ | ------------------------------ | ------------------------------ | ------------------------------ |
| 1     | Кейти Кэдан (38 лет, Чикаго, Иллинойз)                            | «Baby I Love You»      |                                |                                |                                |                                |
| 2     | Джейк ХалденВанг (24 года, Шарлотт, Северная Каролина)            | «Wish I Knew You»      | —                              |                                |                                |                                |
| 3     | Джей Миа (30 лет, Тампа, Флорида)                                 | «Never Enough»         | —                              | —                              | —                              | —                              |
| 4     | Бреннан Ласситер (20 лет, Дакьюзвилл, Южная Каролина)             | «You Are My Sunshine»  |                                |                                |                                |                                |
| 5     | Роуз Шорт (34 года, Киллин, Техас)                                | «Preach»               |                                |                                | —                              | —                              |
| 6     | Уилл Бреман (25 лет, Санта-Барбара, Калифорния)                   | «Say You’ll Be There»  | —                              |                                |                                | —                              |
| 7     | Алекс Гатри (25 лет, Мариетта, Джорджия)                          | «Love and Happiness»   |                                |                                | —                              | —                              |
| 8     | Кэт Хэммок (18 лет, Энсинитас, Калифорния)                        | «Vienna»               | —                              |                                | —                              |                                |
| 9     | Тимми Худ (19 лет, Ленокс Тауншип, Мичиган)                       | «Make It Rain»         | —                              | —                              | —                              | —                              |
| 10    | СиДжей Вашингтон (29 лет, Сакраменто, Калифорния)                 | «Tired of Being Alone» | —                              | —                              | —                              | —                              |
| 11    | Марина Челло (37 лет, Самарканд, Узбекистан / Плэйнвью, Нью-Йорк) | «Walk Me Home»         |                                | —                              | —                              |                                |
| 12    | Киндал Инскип (22 года, Нашвилл, Теннесси)                        | «Never Been to Spain»  |                                |                                | —                              |                                |

### Выпуск № 2: Слепые прослушивания
Выпуск вышел в эфир 24 сентября 2019 года.
| Номер | Исполнитель                                                                 | Песня                | Выбор участников и наставников | Выбор участников и наставников | Выбор участников и наставников | Выбор участников и наставников |
| Номер | Исполнитель                                                                 | Песня                | Келли                          | Гвен                           | Джон                           | Блейк                          |
| ----- | --------------------------------------------------------------------------- | -------------------- | ------------------------------ | ------------------------------ | ------------------------------ | ------------------------------ |
| 1     | Шейн Кью (28 лет, Сакраменто, Калифорния)                                   | «Tennessee Whiskey»  |                                |                                |                                |                                |
| 2     | Макс Бойл (23 года, Толидо, Огайо)                                          | «Wayfaring Stranger» |                                | —                              |                                | —                              |
| 3     | 'Hello Sunday' (Челси Гровер & Мила Финкс) (13 / 14 лет, Атланта, Джорджия) | «This Is Me»         |                                | —                              | —                              | —                              |
| 4     | Эмили Бэйс (16 лет, Магнолия, Техас)                                        | «Blank Space»        | —                              | —                              | —                              | —                              |
| 5     | Ройс Ловетт (30 лет, Таллахасси, Флорида)                                   | «911»                | —                              |                                | —                              |                                |
| 6     | Элиз Азкул (28 лет, Атланта, Джорджия)                                      | «Million Reasons»    | —                              |                                | —                              | —                              |
| 7     | Кори Джексон (24 года, Джонсон, Арканзас)                                   | «Galveston»          |                                |                                | —                              |                                |

### Выпуск № 3: Слепые прослушивания
Выпуск вышел в эфир 30 сентября 2019 года.
| Номер | Исполнитель                                      | Песня                         | Выбор участников и наставников | Выбор участников и наставников | Выбор участников и наставников | Выбор участников и наставников |
| Номер | Исполнитель                                      | Песня                         | Келли                          | Гвен                           | Джон                           | Блейк                          |
| ----- | ------------------------------------------------ | ----------------------------- | ------------------------------ | ------------------------------ | ------------------------------ | ------------------------------ |
| 1     | Менделеев (28 лет, Санта-Барбара, Калифорния)    | «Girl from the North Country» |                                |                                |                                |                                |
| 2     | Джейк Хут (30 лет, Куквилл, Теннесси)            | «When It Rains It Pours»      |                                | —                              | —                              | —                              |
| 3     | Кэлвин Локетт (25 лет, Дарем, Северная Каролина) | «Just My Imagination»         | —                              |                                |                                |                                |
| 4     | Джози Джонс (16 лет, Гамильтон, Алабама)         | «Men & Mascara»               | —                              | —                              |                                |                                |
| 5     | Джонни Санчес (20 лет, Холлистер, Калифорния)    | «Seven Spanish Angels»        | —                              | —                              | —                              | —                              |
| 6     | Мэрибет Берд (18 лет, Арморел, Арканзас)         | «Angel from Montgomery»       |                                |                                |                                |                                |
| 7     | Тамика Джей (34 года, Майами, Флорида)           | «You Got Me»                  | —                              | —                              | —                              | —                              |
| 8     | Киара Браун (21 год, Лас-Вегас, Невада)          | «Free Fallin’»                | —                              |                                | —                              |                                |
| 9     | Мелинда Родригес (23 года, Майами, Флорида)      | «What a Wonderful World»      |                                |                                | —                              | —                              |
| 10    | Джон Риццо (34 года, Ошенсайд, Нью-Йорк)         | «Let Her Cry»                 | —                              | —                              | —                              | —                              |
| 11    | Кали Уилсон (28 лет, Салем, Айова)               | «Dreams»                      | —                              |                                |                                |                                |

### Выпуск № 4: Слепые прослушивания
Выпуск вышел в эфир 1 октября 2019 года.
| Номер | Исполнитель                                      | Песня                        | Выбор участников и наставников | Выбор участников и наставников | Выбор участников и наставников | Выбор участников и наставников |
| Номер | Исполнитель                                      | Песня                        | Келли                          | Гвен                           | Джон                           | Блейк                          |
| ----- | ------------------------------------------------ | ---------------------------- | ------------------------------ | ------------------------------ | ------------------------------ | ------------------------------ |
| 1     | Инджой Фаунтейн (28 лет, Уичито, Канзас)         | «7 Rings»                    |                                |                                | —                              | —                              |
| 2     | Джордан Чейз (19 лет, Пенсакола, Флорида)        | «Makin’ Me Look Good Again»  | —                              |                                | —                              |                                |
| 3     | Дэйн & Стефани (21 год, Блумфилд, Нью-Джерси)    | «Angela»                     | —                              | —                              |                                |                                |
| 4     | Джеймс Вайолет (20 лет, Сиракузы, Юта)           | «Sweet Creature»             |                                |                                | —                              |                                |
| 5     | Джордан Маккалоу (20 лет, Мурфрисборо, Теннесси) | «Let Me Love You»            | —                              | —                              | —                              | —                              |
| 6     | Престон С. Хоуэлл (14 лет, Майами, Флорида)      | «Dream a Little Dream of Me» |                                |                                |                                |                                |

### Выпуск № 5: Слепые прослушивания
Выпуск вышел в эфир 7 октября 2019 года.
| Номер | Исполнитель                                  | Песня                  | Выбор участников и наставников | Выбор участников и наставников | Выбор участников и наставников | Выбор участников и наставников |
| Номер | Исполнитель                                  | Песня                  | Келли                          | Гвен                           | Джон                           | Блейк                          |
| ----- | -------------------------------------------- | ---------------------- | ------------------------------ | ------------------------------ | ------------------------------ | ------------------------------ |
| 1     | Джоана Мартинес (15 лет, Майами, Флорида)    | «Call Out My Name»     |                                |                                | —                              |                                |
| 2     | Брук Стивенсон (28 лет, Болтон, Коннектикут) | «Let Him Fly»          |                                |                                | —                              |                                |
| 3     | Зак Бриджес (28 лет, Пёрл, Миссисипи)        | «Ol’ Red»              | —                              |                                | —                              |                                |
| 4     | ЭллиМэй (21 год, Джером, Айдахо)             | «Merry Go ’Round»      | —                              | —                              | —                              |                                |
| 5     | Кэлли Ли (27 лет, Атланта, Джорджия)         | «No Excuses»           | —                              | —                              | —                              | —                              |
| 6     | Джесси Лоуренс (31 год, Ньюарк, Нью-Джерси)  | «All or Nothing»       | —                              |                                | —                              | —                              |
| 7     | Бреннен Хенсон (20 лет, Флинт, Мичиган)      | «Riptide»              | —                              |                                | —                              |                                |
| 8     | Джаред Херцог (21 год, Найсвилль, Флорида)   | «Speechless»           | —                              |                                |                                |                                |
| 9     | Клейтон Коуэлл (27 лет, Хамптон, Виргиния)   | «Just Friends (Sunny)» | —                              | —                              | —                              | —                              |
| 10    | Лорен Холл (25 лет, Чикаго, Иллинойс)        | «One and Only»         |                                | —                              | —                              | —                              |
| 11    | Мэтт Нью (29 лет, Мидленд, Техас)            | «Sunflower»            |                                |                                |                                | —                              |
| 12    | Монти Монтанаро (Нашвилл, Теннесси)          | «Remedy»               | —                              | —                              | —                              | —                              |
| 13    | Рики Дюран (29 лет, Вустер, Массачусетс)     | «River»                |                                |                                |                                |                                |

### Выпуск № 6: Слепые прослушивания
Выпуск вышел в эфир 8 октября 2019 года.
| Номер | Исполнитель                                          | Песня                          | Выбор участников и наставников | Выбор участников и наставников | Выбор участников и наставников | Выбор участников и наставников |
| Номер | Исполнитель                                          | Песня                          | Келли                          | Гвен                           | Джон                           | Блейк                          |
| ----- | ---------------------------------------------------- | ------------------------------ | ------------------------------ | ------------------------------ | ------------------------------ | ------------------------------ |
| 1     | Миракел Холлоуэй (44 года, Лос-Анджелес, Калифорния) | «When I Was Your Man»          | —                              |                                | —                              |                                |
| 2     | Рики Брэдди (36 лет, Нашвилл, Теннесси)              | «The Story»                    | —                              |                                |                                |                                |
| 3     | Дамали (16 лет, Норуолк, Калифорния)                 | «Ocean Eyes»                   |                                | —                              | —                              | —                              |
| 4     | Стив Нилл (37 лет, Сан-Франциско, Калифорния)        | «Up to the Mountain»           |                                | —                              | —                              | —                              |
| 5     | Дестини Рэйн (23 года, Корал-Спрингс, Флорида)       | «Make You Feel My Love»        | —                              |                                |                                | —                              |
| 6     | Джо Джеймс (31 год, Остин, Техас)                    | «It Ain’t Over 'til It’s Over» | —                              | —                              | —                              | —                              |
| 7     | Халея Лини (36 лет, Тампа, Флорида)                  | «Best Part»                    |                                |                                |                                |                                |

### Выпуск № 7: Слепые прослушивания
Выпуск вышел в эфир 14 октября 2019 года.
| Номер | Исполнитель                                  | Песня                 | Выбор участников и наставников | Выбор участников и наставников | Выбор участников и наставников | Выбор участников и наставников |
| Номер | Исполнитель                                  | Песня                 | Келли                          | Гвен                           | Джон                           | Блейк                          |
| ----- | -------------------------------------------- | --------------------- | ------------------------------ | ------------------------------ | ------------------------------ | ------------------------------ |
| 1     | Зои Апкинс (16 лет, Нашвилл, Теннесси)       | «Angel of Mine»       |                                | —                              |                                |                                |
| 2     | Мэтью Маккуин (21 год, Джорджтаун, Техас)    | «Someone You Loved»   |                                | —                              | Полная команда                 |                                |
| 3     | Грейси Шрайвер (16 лет, Овассо, Оклахома)    | »Rainbow"             |                                |                                | Полная команда                 | Полная команда                 |
| 4     | Тай Мауро (26 лет, Лос-Анджелес, Калифорния) | «Let’s Stay Together» | Полная команда                 | —                              | Полная команда                 | Полная команда                 |
| 5     | Кэролайн Рейли (16 лет, Камминг, Джорджия)   | «Somebody to Love»    | Полная команда                 |                                | Полная команда                 | Полная команда                 |

## Поединки

### Выпуски № 7—11: Поединки
Этап «Поединки» начался 14 октября 2019 года. Советниками Наставников на этом этапе стали: Normani в команде Келли, will.i.am в команде Гвен, Ашер в команде Джона и Дариус Ракер в команде Блейка. Каждый Наставник мог одного выбывающего участника из других команд и одного выбывающего участника из своей команды. 32 участника, которые выиграли свои поединки или были спасены своим / другими Наставниками, прошли в «Нокауты».
| Выпуск                 | Наставник      | Номер | Победитель        | Песня                         | Проигравший      | Спасение       | Спасение       | Спасение       | Спасение   |
| Выпуск                 | Наставник      | Номер | Победитель        | Песня                         | Проигравший      | Келли          | Гвен           | Джон           | Блейк      |
| ---------------------- | -------------- | ----- | ----------------- | ----------------------------- | ---------------- | -------------- | -------------- | -------------- | ---------- |
|                        |                |       |                   |                               |                  |                |                |                |            |
| Выпуск 7 (14 октября)  | Джон Ледженд   | 1     | Халея Лини        | «The Boy Is Mine»             | Зои Апкинс       |                |                |                | —          |
| Выпуск 7 (14 октября)  | Блейк Шелтон   | 2     | Кэт Хэммок        | «Take Me Home, Country Roads» | Джози Джонс      | —              | —              | —              | Н/д        |
| Выпуск 7 (14 октября)  | Келли Кларксон | 3     | Шейн Кью          | «Too Good at Goodbyes»        | Мелинда Родригес |                | —              |                | —          |
|                        |                |       |                   |                               |                  |                |                |                |            |
| Выпуск 8 (15 октября)  | Келли Кларксон | 1     | Алекс Гатри       | «Home»                        | Инджой Фаунтейн  | Сохранение     | —              | —              | —          |
| Выпуск 8 (15 октября)  | Гвен Стефани   | 2     | Миракел Холлоуэй  | «breathin»                    | Элиз Азкул       | —              | —              | —              | —          |
| Выпуск 8 (15 октября)  | Джон Ледженд   | 3     | Макс Бойл         | «Let Me Love You»             | Мэтт Нью         | —              | —              | Сохранение     | —          |
| Выпуск 8 (15 октября)  | Блейк Шелтон   | 4     | Кали Уилсон       | «Miss Me More»                | ЭллиМэй          | —              | —              | —              | —          |
| Выпуск 8 (15 октября)  | Джон Ледженд   | 5     | Кейти Кэдан       | «Tiny Dancer»                 | Дестини Рэйн     | —              |                | Сохранение     |            |
|                        |                |       |                   |                               |                  |                |                |                |            |
| Выпуск 9 (21 октября)  | Джон Ледженд   | 1     | Уилл Бреман       | «Treat You Better»            | Джаред Херцог    | —              | Спасение       | Сохранение     | —          |
| Выпуск 9 (21 октября)  | Блейк Шелтон   | 2     | Рики Дюран        | «Valerie»                     | Марина Челло     |                | Спасение       | —              |            |
| Выпуск 9 (21 октября)  | Келли Кларксон | 3     | Джейк Хут         | «Always on My Mind»           | Стив Нилл        | Сохранение     | Спасение       | —              | —          |
| Выпуск 9 (21 октября)  | Келли Кларксон | 4     | Грейси Шрайвер    | «Blue Ain’t Your Color»       | Бреннан Ласситер | Сохранение     | Спасение       | —              | —          |
| Выпуск 9 (21 октября)  | Келли Кларксон | 5     | Дамали            | «Set Fire to the Rain»        | Брук Стивенсон   | Сохранение     | Спасение       | —              | —          |
| Выпуск 9 (21 октября)  | Гвен Стефани   | 6     | Ройс Ловетт       | «Turn Your Lights Down Low»   | Киара Браун      |                |                | —              | —          |
| Выпуск 9 (21 октября)  | Блейк Шелтон   | 7     | Джоана Мартинес   | «High Hopes»                  | Мэтью Маккуин    | Полная команда | Спасение       | —              | Сохранение |
| Выпуск 9 (21 октября)  | Гвен Стефани   | 8     | Киндал Инскип     | «I Could Use a Love Song»     | Джеймс Вайолет   | Полная команда |                |                | —          |
|                        |                |       |                   |                               |                  |                |                |                |            |
| Выпуск 10 (22 октября) | Блейк Шелтон   | 1     | Зак Бриджес       | «Should’ve Been a Cowboy»     | Кори Джексон     | Полная команда | Спасение       | Полная команда | Сохранение |
| Выпуск 10 (22 октября) | Джон Ледженд   | 2     | Мэрибет Бёрд      | «Burning House»               | Дэйн & Стефани   | Полная команда | Спасение       | Полная команда | —          |
| Выпуск 10 (22 октября) | Гвен Стефани   | 3     | Роуз Шорт         | «Can’t Feel My Face»          | Джесси Лоуренс   | Полная команда |                | Полная команда |            |
|                        |                |       |                   |                               |                  |                |                |                |            |
| Выпуск 11 (28 октября) | Гвен Стефани   | 1     | Джейк ХалденВанг  | «Just Like a Pill»            | Кэролайн Рейли   | Полная команда | Полная команда | Полная команда | —          |
| Выпуск 11 (28 октября) | Джон Ледженд   | 2     | Престон С. Хоуэлл | «Fire and Rain»               | Менделеев        | Полная команда | Полная команда | Полная команда | —          |
| Выпуск 11 (28 октября) | Блейк Шелтон   | 3     | Рики Брэдди       | «Rumor»                       | Джордан Чейз     | Полная команда | Полная команда | Полная команда | Сохранение |
| Выпуск 11 (28 октября) | Гвен Стефани   | 4     | Кэлвин Локетт     | «Yellow»                      | Бреннен Хенсон   | Полная команда | Полная команда | Полная команда | —          |
| Выпуск 11 (28 октября) | Келли Кларксон | 5     | 'Hello Sunday'    | «Wrecking Ball»               | Лорен Холл       | Полная команда | Полная команда | Полная команда |            |

## Рейтинги
| Выпуск | Выпуск                                                  | Дата показа      | Код выпуска | Время показа (ET) | Рейтинг / Доля | Зрители (в млн) | DVR | Зрители DVR (в млн) | Общий рейтинг / доля | Общая аудитория (в млн) |
| ------ | ------------------------------------------------------- | ---------------- | ----------- | ----------------- | -------------- | --------------- | --- | ------------------- | -------------------- | ----------------------- |
| 1      | «Слепые прослушивания. Выпуск 1»                        | 23 сентября 2019 | 1701        | Понедельник 20:00 | 1,7 / 8 %      | 8,93            |     |                     |                      |                         |
| 2      | «Слепые прослушивания. Выпуск 2»                        | 24 сентября 2019 | 1702        | Вторник 20:00     | 1,6 / 8 %      | 8,32            |     |                     |                      |                         |
| 3      | «Слепые прослушивания. Выпуск 3»                        | 30 сентября 2019 | 1703        | Понедельник 20:00 | 1,5 / 7 %      | 8,74            |     |                     |                      |                         |
| 4      | «Слепые прослушивания. Выпуск 4»                        | 1 октября 2019   | 1704        | Вторник 20:00     | 1,6 / 8 %      | 9,03            |     |                     |                      |                         |
| 5      | «Слепые прослушивания. Выпуск 5»                        | 7 октября 2019   | 1705        | Понедельник 20:00 | 1,5 / 7 %      | 8,52            |     |                     |                      |                         |
| 6      | «Слепые прослушивания. Выпуск 6»                        | 8 октября 2019   | 1706        | Вторник 20:00     | 1,5 / 8 %      | 8,54            |     |                     |                      |                         |
| 7      | «Слепые прослушивания. Выпуск 7» / «Поединки. Выпуск 1» | 14 октября 2019  | 1707        | Понедельник 20:00 | 1,4 / 6 %      | 7,96            |     |                     |                      |                         |
| 8      | «Поединки. Выпуск 2»                                    | 15 октября 2019  | 1708        | Вторник 20:00     | 1,3 / 6 %      | 7,65            |     |                     |                      |                         |
| 9      | «Поединки. Выпуск 3»                                    | 21 октября 2019  | 1709        | Понедельник 20:00 | 1,3 / 6 %      | 8,04            |     |                     |                      |                         |
| 10     | «Поединки. Выпуск 4»                                    | 22 октября 2019  | 1710        | Вторник 20:00     | 1,3 / 6 %      | 8,07            |     |                     |                      |                         |
| 11     | «Поединки. Выпуск 5» / «Нокауты. Выпуск 1»              | 28 октября 2019  | 1711        | Понедельник 20:00 | / %            |                 |     |                     |                      |                         |
| 12     | «Нокауты. Выпуск 2»                                     | 29 октября 2019  | 1712        | Вторник 20:00     | / %            |                 |     |                     |                      |                         |